# Hálcion
Hálcion (em grego clássico: Ἀλκυών) é um curto diálogo com a distinção de ser atribuído nos manuscritos a ambos Platão e Luciano, embora o trabalho não é de nenhum deles. Favorino, que escreveu no início do século II, o atribui a um escritor chamado Leon. No diálogo, Sócrates conversa com Cerofonte sobre o antigo mito de Alcíone, uma mulher transformada em um pássaro buscando sempre os mares a se lamentar.
O texto foi incluído no século I no cânone platônico de Trásilo, mas tinha sido expurgado antes da Paginação de Estefano e portanto, raramente é encontrado em coleções modernas de Platão, embora apareça em Hackett's Complete Works. Muitas vezes, é ainda incluído entre as obras espúrias de Luciano.